# Israel Keyes
Israel Keyes (7 januari 1978 – 2 december 2012) was een Amerikaanse seriemoordenaar, verkrachter, brandstichter, inbreker en bankrover. Keyes heeft gewelddadige misdaden toegegeven die teruggaan tot 1996, toen hij een tienermeisje aanrandde in Oregon. Hij pleegde een lange reeks verkrachtingen en moorden tot hij werd gevangen in 2012. Hij pleegde zelfmoord in de gevangenis in afwachting van de rechtszaak voor de moord op Samantha Koenig.

## Jeugd
Keyes werd geboren in Richmond in Utah, in 1978. Hij groeide op in een Mormoonse familie en kreeg thuisonderwijs. Zijn familie verhuisde later naar Colville in Washington, waar ze af en toe Christian Identity-kerkdiensten bijwoonden.
Keyes was in dienst bij het Leger van de Verenigde Staten tussen 1998 en 2001 en was gelegerd in Fort Lewis, Fort Hood en in Egypte. Hij begon zijn eigen ondernemersbedrijf in 2007 in Alaska, onder de naam Keyes Construction. Hij werkte als klusjesman, aannemer en bouwvakker.

## Slachtoffers
Keyes' eerste slachtoffers werden gevonden in de staat Washington in het einde van de jaren '90. Keyes heeft in ondervraging toegegeven vier mensen te hebben vermoord in Washington. Deze uitspraken worden nog actief onderzocht door de FBI en de politie in Washington. Hij woonde daar op verschillende plaatsen tussen het einde van de jaren '90 en ongeveer 2008. Hij was gelegerd in Fort Lewis ergens tussen 1998 en 2001. Keyes heeft ook in het dorpje Colville gewoond en in Neah Bay op het schiereiland Olympic. Keyes had geen strafblad in Washington, al was hij in Thurston County (in of dicht bij Olympia) wel aangehouden voor het rijden zonder geldig rijbewijs en was eerder gearresteerd voor het rijden onder de invloed. De autoriteiten onderzoeken onopgeloste moordzaken en zaken van vermiste personen om vast te stellen welke zaken eventueel gerelateerd zijn aan Keyes.
Hij heeft ten minste één moord in New York toegegeven. De autoriteiten hebben de identiteit, leeftijd of het geslacht van het slachtoffer nog niet kunnen vaststellen en ze weten ook niet waar of wanneer de moord mogelijk heeft plaatsgevonden, maar beschouwen de bekentenis wel als geloofwaardig. Keyes had verschillende banden met New York; hij bezat 10 hectaren grond en een krakkemikkig hut in het dorp Constable. Keyes heeft ook bankovervallen in New York en Texas bekend. De Federal Bureau of Investigation (FBI) heeft later bevestigd dat hij een filiaal van de Community Bank in Tupper Lake in New York heeft overvallen in april 2009. De FBI heeft verklaard dat Keyes de mensen in de bank bedreigde met een handpistool, maar er vielen geen gewonden. Hij heeft ook toegegeven in een huis in Texas te hebben ingebroken en het daarna in brand te hebben gestoken.
In april 2009 heeft Keyes mogelijk ook een vrouw vermoord in New Jersey en haar lichaam begraven in de buurt van Tupper Lake in de staat New York.
Keyes is ook in verband gebracht met de moorden op Bill en Lorraine Currier, uit Essex in Vermont. Gepaard met de bekentenis zegt de politie genoeg bewijs te hebben hem met de moord in verband te brengen. Het stel uit Vermont werd voor het laatst gezien toen zij van werk vertrokken in juni 2011. Keyes heeft naar verluidt ingebroken in het huis van de Curriers op de avond van 8 juni. Hij zou ze hebben vastgebonden en daarna naar een verlaten boerderij zijn gereden, waar hij Bill Currier doodschoot voordat hij Lorraine Currier aanrandde en wurgde. Hun lichamen zijn echter niet gevonden. Twee jaar vóór hun dood, had Keyes een "moorduitrusting" verborgen in de buurt van hun huis, waar onder andere een handpistool en verschillende andere benodigdheden in zaten. Keyes gebruikte deze uitrusting tijdens de moord op de Curriers. Na de moord, verplaatste hij de spullen naar een nieuwe verstopplaats in Parishville, New York, waar ze zouden blijven liggen tot hij werd gearresteerd.
De laatste moord waar Keyes' zeker verantwoordelijk voor was, was de ontvoering van en moord op de 18-jarige Samantha Koenig, een barista uit Anchorage in Alaska. Volgens de autoriteiten heeft Keyes haar van haar werk ontvoerd, haar betaalpas en andere bezittingen gestolen en haar de volgende dag vermoord. De politie heeft verklaard dat Keyes Koenig heeft aangerand voor hij haar vermoordde. Na de dood van Koenig, vertrok Keyes op een cruise vanuit New Orleans. Hij liet het lichaam van Koenig achter in een schuur. Toen hij terugkeerde, nam hij een foto van haar lichaam met een vier dagen oude krant, om het te laten lijken alsof ze nog leefde. Hij hoopte zo losgeld te kunnen eisen. Hij eiste een bedrag van $30,000 en daarna hakte hij het lichaam van Koenig in stukken en dumpte hij het in Matanuska Lake, ten noorden van Anchorage.
Volgens een rapport van de FBI heeft Keyes in 20 tot 30 huishoudens in de Verenigde Staten ingebroken en heeft hij verschillende banken overvallen tussen 2001 en 2012, om zo zijn hobby — het vermoorden van mensen — te kunnen betalen. Hij is mogelijk verantwoordelijk voor 11 moorden in de VS en er zijn mogelijk nog meer zaken in andere landen.

## Onderzoek en arrestatie
Na de moord op Koenig werd het losgeld dat Keyes had geëist betaald. De politie volgde de opnames die werden gedaan van de rekening en kon zo zien hoe Keyes door het zuidwesten van de VS trok. De politie wilde toentertijd geen bewakingsbeelden van de ontvoering van Koenig uitbrengen. Dit leidde tot enige controverse.
Keyes werd gearresteerd door de politie in Texas op een parkeerplaats in Lufkin, in de ochtend van 13 maart 2012 nadat hij opnieuw Koenigs betaalpas had gebruikt. Hij had de pas eerder gebruikt in New Mexico en Arizona. Keyes werd uitgeleverd aan Alaska, waar hij de moord op Koenig bekende. Keyes werd aangeklaagd en zijn rechtszaak zou beginnen in maart 2013.

## Modus operandi
Keyes plande zijn moorden zeer lang van tevoren en deed grote moeite om niet gepakt te worden. In tegenstelling tot veel andere seriemoordenaars, had hij geen slachtofferprofiel, wat wil zeggen dat hij niet één bepaald soort persoon uitzocht. De moorden die hij pleegde waren altijd ver van zijn huis en hij pleegde nooit twee moorden in dezelfde regio. Tijdens zijn moordreizen stond zijn mobiele telefoon uit en betaalde hij alles in contant. Hij had geen enkele relatie met geen van zijn slachtoffers. In het geval van de moord op de Curriers, vloog hij naar Chicago, waar hij een auto huurde om de nog ruim 1600 km naar Vermont te rijden. Hij gebruikte de uitrusting die hij twee jaar eerder had begraven.
Keyes bewonderde seriemoordenaar Ted Bundy en er zijn enkele overeenkomsten tussen de twee. Ze gingen beiden methodisch te werk, waren intelligent en hadden het gevoel hun slachtoffers te bezitten. Er zijn echter ook belangrijke verschillen. De moorden die Bundy had gepleegd waren verspreid over de Verenigde Staten omdat hij op veel verschillende plekken woonde, terwijl Keyes zijn moorden bewust op verschillende plekken pleegde om niet gepakt te kunnen worden. Bundy zocht alleen knappe, jonge vrouwen uit, met een scheiding in het midden van hun haar, terwijl Keyes geen specifiek type had.

## Dood
Terwijl hij in de gevangenis zat in Anchorage, pleegde Keyes zelfmoord op 2 december 2012, door zijn polsen door te snijden en zichzelf te wurgen. Hij had in ieder geval één dochter. Er werd een zelfmoordbrief gevonden, maar hierin stonden geen hints voor andere mogelijke slachtoffers.